# رولیا
رولیا (به انگلیسی: Ruellia) سرده‌ای از گیاهان گلدار است که با نام پتونیای وحشی نیز شناخته می‌شود.
برگ‌های مخملی این گیاه ته رنگی ارغوانی دارند و رگ برگ‌هایش نیز نقره‌ای هستند. گل‌های شیپوری شکل آن ۵ سانتیمتر درازا دارند. ساقه‌هایش افتان و برای نگه‌داری در سبد آویزان مناسب هستند.